# Dítě Bridget Jonesové
Dítě Bridget Jonesové (v anglickém originále Bridget Jones's Baby) je romantická komedie z roku 2016. Režie se ujala Sharon Maguire a scénář napsali Helen Fieldingová, Dan Mazer a Emma Thompsonová. Je to třetí film z filmové série o Bridget Jonesové, navazující na snímek Bridget Jonesová: S rozumem v koncích. Bridget, ztvárněná herečkou Renée Zellweger, si ve filmu není jistá, zda otěhotněla s Markem Darcym (Colin Firth) nebo Jackem Qwantem (Patrick Dempsey).
Film byl do kin byl oficiálně uveden 5. října 2016. Film získal pozitivní recenze od kritiků a vydělal přes 207 milionů dolarů.

## Obsazení
| Renée Zellweger   | Bridget Jonesová           |
| Colin Firth       | Mark Darcy                 |
| Patrick Dempsey   | Jack Qwant                 |
| Sally Phillips    | Sharon „Shazza“            |
| James Callis      | Tom                        |
| Shirley Henderson | Jude                       |
| Sarah Solemani    | Miranda                    |
| Neil Pearson      | Richard Finch              |
| Emma Thompsonová  | doktorka Rawlings          |
| Jim Broadbent     | Colin Jones                |
| Gemma Jones       | Pamela Jones               |
| Celia Imrie       | Una Alconbury              |
| Jessica Hynes     | Magda                      |
| Katia Elizarova   | úžasná bývalá přítelkyně   |
| Ed Sheeran        | sám sebe                   |
| Erron Gordon      | režisér televizního pořadu |

## Produkce
V červenci 2009 magazín Variety oznámil, že se plánuje třetí díl filmů o Bridget Jonesové. Společnost Working Title Films potvrdila, že děj filmu se nezakládá na knize od Helen Fiedlingové, a místo toho bude inspirován jejími sloupky, které v roce 2005 napsala pro britský deník The Independent.V srpnu 2011 dali Universal Studios a Working Title filmu zelenou. Film se na chvilku začal natáčet v červenci 2015 v Dublinu, kde byly natáčeny první scény filmu na koncertě Eda Sheerana koncertě v Croke Parku. Další scény se začaly natáčet 2. října 2015 v Londýně. Natáčení skončilo 27. prosince 2015, některé scény se však musely přetáčet, a to od 8. ledna.

## Přijetí
Film vydělal přes 207,2 milionu dolarů v Severní Americe a přes 87 milionů dolarů v ostatních oblastech, celkově tak vydělal přes 215 milionů dolarů po celém světě. Rozpočet filmu činil 50 milionů dolarů. V Severní Americe film za první víkend vydělal 8,2 milionu dolarů.